# Baccharis racemosa
Baccharis racemosa là một loài thực vật có hoa trong họ Cúc. Loài này được (Ruiz & Pav.) DC. mô tả khoa học đầu tiên năm 1836.